# Adrian Toader
Adrian Toader (4 maggio 1972) è un ex pentatleta rumeno.

## Palmarès
In carriera ha conseguito i seguenti risultati:
- Europei

Székesfehérvár 2000: bronzo nel pentathlon moderno individuale.